# Apollonia Binder
Apollonia „Plonerl“ Binder geborene Legenstein (* 15. Januar 1898 in Walkersdorf heute Kleinwalkersdorf Gemeinde Feldbach; † 26. April 1944 Wien) war eine österreichische Hilfsarbeiterin und Widerstandskämpferin gegen den Nationalsozialismus.

## Leben
Apollonia Legenstein arbeitete in der Landwirtschaft ihrer Eltern und heiratete den Schlossergehilfen Florian Binder (verstorben 1944). Nach dem Umzug des Ehepaares nach Wien-Inzersdorf war sie ab März 1941 Hilfsarbeiterin bei der Deutschen Reichsbahn und Mitglied der KPÖ-Widerstandsgruppe Inzersdorf, die ihr Ehemann leitete. Sie war Kassiererin der Gruppe und nahm an deren Besprechungen teil.
Am 28. Juli 1942 wurde das Ehepaar Binder von der Gestapo verhaftet und wegen „Vorbereitung zum Hochverrat“ angeklagt. Laut Anklageschrift fand man bei ihr ein Exemplar der kommunistischen Zeitschrift Rote Jugend vom März 1942.

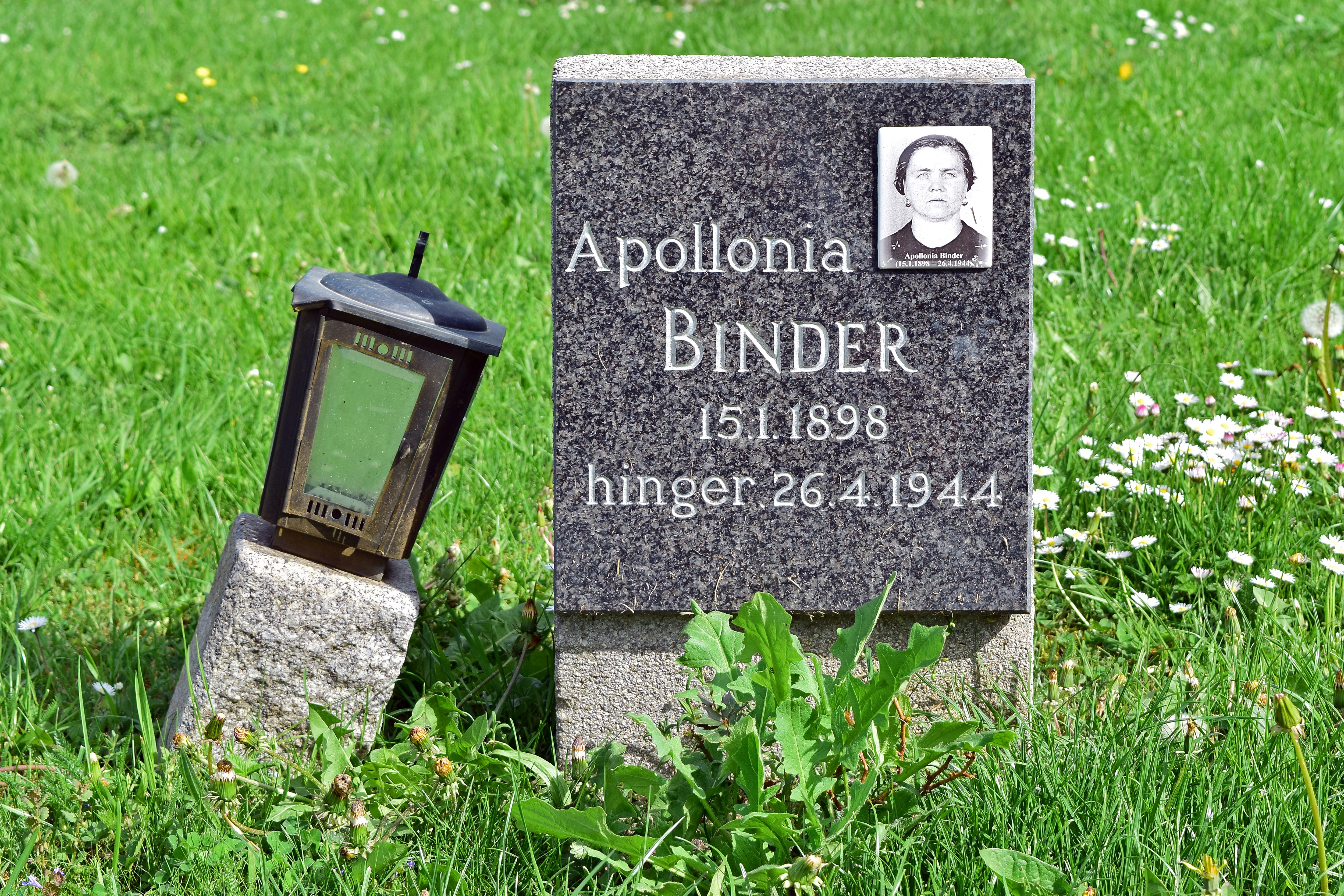
Grab von Apollonia Binder im Ehrenhain der Gruppe 40 im Wiener Zentralfriedhof

Aus der Anklageschrift des Oberstaatsanwaltes des Volksgerichtshofes:

„… Die Angeschuldigte Apollonia Binder wurde im Spätherbst 1941 von Leopold Müller zur Mitarbeit in einer ‚politisch illegalen‘ marxistisch eingestellten Organisation gewonnen, um ihm als Verbindungsperson zu anderen KPÖ-Funktionären zu dienen. Er machte sie im Auftrage von Hrdlicka (‚Swoboda‘) mit seinem Stellvertreter Böhm bekannt, mit dem die Angeschuldigte Dauertreffs vereinbarte; ihr Ehemann machte sie mit ‚Swoboda‘ bekannt; sie selbst stellte ihrem Ehemann Böhm vor.“

Apollonia Binder wurde zusammen mit ihrem Ehemann und den Widerstandskämpfern Leopold Stípčak und Felix Schmidbauer am 14. Februar 1944 zum Tod verurteilt und am 26. April 1944 im Landesgericht für Strafsachen Wien I hingerichtet.

## Gedenken
- Ihr Leichnam wurde im Ehrenhain der Gruppe 40 im Wiener Zentralfriedhof bestattet.
- Im ehemaligen Hinrichtungsraum des Landesgerichts für Strafsachen Wien ist ihr Name auf der Gedenktafel für die Opfer der NS-Justiz aufgeführt.